# Magda (film)
Magda er en amerikansk stumfilm fra 1917 af Emile Chautard.

## Medvirkende
- Clara Kimball Young som Magda.
- Alice Gale
- Valda Valkyrien som Marie Schwartz.
- Kitty Baldwin som Franiska.
- Maude George som Theresa.